# Joaçaba Atlético Clube
O Joaçaba Atlético Clube, ou Joaçaba, é um clube de futebol da cidade de Joaçaba, no estado de Santa Catarina. Mandava seus jogos no estádio Da Nova, que tinha capacidade para 5 mil pessoas. suas cores são o azul, amarelo e branco.

## História
O clube surgiu em 27 de fevereiro de 1997. Disputou a segunda divisão em 1997, 1999, 2000 e 2001. Sendo que no ano de 2000 bateu na trave duas vezes, uma ao ser vice-campeão perdendo para o Internacional o titulo, após dois empates por 1 a 1; outra ao ficar em 5° lugar na seletiva que ocorreu no mesmo ano e classificava 4 equipes para a elite.
Após o ano de 2001 a equipe se licenciou dos gramados e só retornou em 2007, disputando a divisão de acesso e mais uma vez chegando perto, ao perder o returno e a vaga na elite para o Atlético Cidade Azul de Tubarão.
Na segunda divisão de 2009, o time fez uma péssima campanha no primeiro turno, com duas vitórias e um empate em nove jogos, mas no segundo turno veio uma inesperada recuperação: o time conseguiu 17 de 27 pontos possíveis e ficou com a vice-liderança do returno, o que não foi o suficiente para classificar a equipe, que ficou a um ponto da tão sonhada classificação para o quadrangular final.
O ano de 2010 começou com grande esperança por parte da torcida, mas um amistoso contra o time reserva da Chapecoense jogou um balde de água fria no torcedor, com uma derrota de 5 a 0. O campeonato começou bom para o Leão, mas com o oitavo lugar entre dez times e várias dívidas, o ano foi lastimável para o JAC.[carece de fontes?]
Em 2011 o clube desistiu da disputa na Divisão Especial, impasses administrativos e financeiros tiraram o JAC da Divisão Especial do Campeonato Catarinense. Os jogadores que integravam o elenco abandonaram o time e o clube fechou.
Em 2013, o veterano de guerra Alexandre Danielli assumiu a presidência do clube, Danielli encabeçou uma chapa única e assumiu a presidência do Joaçaba. Desde então, estruturou categorias de base do time. Foi cogitado que o clube participaria da Série C em 2014, o que não aconteceu. No ano seguinte, o estádio do clube e o Ginásio Ivo Silveira foram demolidos. Durante isso, o clube anunciou a construção de um novo estádio.